# Orion (米津玄師の曲)
「orion」（オリオン）は、2017年2月15日にソニー・ミュージックレコーズからリリースされた米津玄師のメジャー6枚目のシングルである。

## 概要
前作『LOSER/ナンバーナイン』より約半年ぶりとなる6枚目のシングル。
表題曲の「orion」はNHK総合アニメ『3月のライオン』第1シリーズ第2クールのエンディングテーマに起用された。米津がアニメの主題歌を担当するのは今作が初となる。
シングルはオリオン盤、ライオン盤、通常盤の3形態で販売される。ライオン盤は『3月のライオン』のノンクレジットエンディングムービーが収録されたDVDが付属し、ジャケットは書き下ろしアニメジャケットとなっている。
2019年4月3日、YouTubeにおけるミュージック・ビデオの再生数が1億回を突破した。

## チャート成績
2月14日付のオリコンデイリーランキングでは1.9万枚の売上げで3位、翌15日付で0.9万枚の売上げで2位、同月17日付で0.3万枚の売上げで1位。「LOSER/ナンバーナイン」に続き、2作連続でのデイリー1位となった。2月27日付の週間シングルランキングで4.0万枚の売上げで3位。
3月6日付のBillboard JAPAN hot 100では週間9位に、Billboard JAPAN Hot Animationでは2位にランクイン。

## 収録内容
| 全作詞・作曲: 米津玄師。 |                      |           |            |                      |      |
| #                        | タイトル             | 作詞      | 作曲・編曲 | 編曲                 | 時間 |
| 1.                       | 「orion」            | 米津玄師  | 米津玄師   | 米津玄師, 蔦谷好位置 | 4:43 |
| 2.                       | 「ララバイさよなら」 | 米津玄師  | 米津玄師   | 米津玄師             | 3:48 |
| 3.                       | 「翡翠の狼」         | 米津玄師  | 米津玄師   | 米津玄師             | 3:50 |
| 合計時間:                | 合計時間:            | 合計時間: | 12:21      |                      |      |

| #         | タイトル                                                           | 作詞 | 作曲・編曲 | 時間 |
| --------- | ------------------------------------------------------------------ | ---- | ---------- | ---- |
| 1.        | 「「3月のライオン」第2クール エンディング ノンクレジットムービー」 |      |            | 1:37 |
| 合計時間: | 合計時間:                                                          | 1:37 |            |      |

## 楽曲詳細
orion
NHK総合アニメ『3月のライオン』第1シリーズ第2クールエンディングテーマ。
ララバイさよなら
全国ツアー「米津玄師 2020 TOUR / HYPE」で初披露された。
翡翠の狼
ライブでは米津が狼の真似をしている。

## タイアップ
orion
NHK総合アニメ『3月のライオン』第1シリーズ第2クールエンディングテーマ

## 演奏
orion
- 米津玄師：Vocal, Guitar
- 堀正輝 (ARDBECK)：Drums

ララバイさよなら
- 米津玄師：Vocal, Guitar
- 須藤優 (ARDBECK)：Bass
- 堀正輝 (ARDBECK)：Drums

翡翠の狼
- 米津玄師：Vocal, Guitar
- 須藤優 (ARDBECK)：Bass
- 堀正輝 (ARDBECK)：Drums